# Antoni (biskup czernihowski)
Antoni – biskup czernihowski.
Grek z pochodzenia. Sprawował urząd od 1158 do 1168. Pozbawiony urzędu przez księcia czernihowskiego z powodu forsowania przesadnie surowych zasad postu (twierdził, że post obowiązywał także w te święta, które przypadły w środę lub piątek). Z tego samego powodu wszedł w konflikt z Monasterem Kijowsko-Pieczerskim. Jego data śmierci jest nieznana.